# Taruik Tirlolo
Der Taruik Tirlolo ist ein Berg in der osttimoresischen Gemeinde Bobonaro. Er liegt im Südwesten des Sucos Balibo Vila (Verwaltungsamt Balibo), im Nordwesten der Aldeia Fatuk Laran und hat eine Höhe von 568 m. Nördlich befindet sich der Ort Balibo mit seinem Ortsteil Fatululit, südlich das Dorf Fatuk Laran 1.